# Войцеховский, Антон Георгиевич
Анто́н Гео́ргиевич Войцехо́вский (род. 26 октября 1977, Дар-эс-Салам, Танзания) — российский тележурналист, телеведущий.

## Биография
Родился 26 октября 1977 года в Танзании, в городе Дар-эс-Салам. Первые три года жизни провёл там с родителями. Периодически вместе с ними перемещался в Кению или Египет.
В возрасте 4 лет переехал в СССР. Через два года уехал с родителями в Грецию, пошёл там и в первый класс. Вернулся в СССР в 9-летнем возрасте.
В 1994 году поступил на факультет журналистики МГУ на телевизионное отделение. Проучился там 7 лет.

### Профессиональная деятельность
Во время учёбы работал корреспондентом программ «Новости» и «Флигель» на Московском телевизионном канале, в ряде периодических изданий: в газете «Комсомольская правда», журналах «ТВ-Парк» и «Караван историй».
В 2001 году перешёл на НТВ, где был корреспондентом программ «Сегодня», «Личный вклад» с Александром Герасимовым, «Авиаторы» и «Всё сразу!». Автор и ведущий документального фильма «Делайте ваши ставки!» из цикла «Профессия — репортёр».
В марте 2007 года сделал на НТВ фильм «Гарвардские колокола» (телеэфир состоялся 8 апреля того же года). Осенью 2007 года был автором и ведущим дневников телевизионного конкурса «Профессия — репортёр». Ушёл с НТВ в октябре 2008 года.
С ноября 2008 по март 2010 года работал специальным корреспондентом Дирекции информационных программ «Первого канала» (программы «Новости» и «Время»). Специализировался на научной тематике. Освещал события в Южной Осетии и XXI Зимние Олимпийские игры в Ванкувере, вёл блог на сайте 1tv.ru.
С 2010 года стал ведущим программы «Наука 2.0» (с 2011, после появления одноимённого канала — «EXперименты») на телеканалах «Россия-2» и «Наука 2.0».
В ноябре 2011 года победил на Всероссийском конкурсе СМИ «PRO-образование» в номинации «Лучшая телепрограмма о науке».
С 17 апреля по 5 июня 2013 года — ведущий цикла «Бизнес с высоким IQ» на телеканале «РБК».
В ноябре 2013 года документальный фильм Антона Войцеховского «Вертолёты», показанный на телеканале «Наука 2.0», стал лауреатом премии Ассоциации международного вещания Media Excellence Awards-2013 в номинации «Лучшая программа о науке».
11 апреля 2014 года вместе с Ксенией Соколянской провёл марафон «День науки» на канале «Москва 24».
С 15 августа 2016 по 12 мая 2017 года — ведущий детской познавательной программы «Универсум» на телеканале «Карусель».
С 21 октября 2019 года — ведущий программ «Точки роста» и «Вместе с наукой» на телеканале «Вместе-РФ».
В 2021 году фильм Войцеховского «Из чего сделан Газпром» выиграл в 2-х номинациях на Московском международном фестивале корпоративного видео и занял 3-е место в номинации «Наука, технологии и инновации» на Cannes Corporate Media & TV Awards.
В 2022 году выступил автором двух документальных фильмов, приуроченных ко Дню металлурга — «Тяжёлый металл» и «Железные люди», за которые он завоевал призы в номинации «Лучшая режиссура» на Московском международном фестивале корпоративного видео.